# Allogamus mendax
Allogamus mendax är en nattsländeart som först beskrevs av Mclachlan 1876.  Allogamus mendax ingår i släktet Allogamus och familjen husmasknattsländor. Inga underarter finns listade i Catalogue of Life.